# The Story of Mankind
The Story of Mankind är en amerikansk fantasyfilm från 1957 i regi av Irwin Allen. Filmen är mycket löst baserad på Hendrik Willem van Loons bok The Story of Mankind från 1921. Filmen var den sista där bröderna Groucho, Harpo och Chico Marx medverkade tillsammans (och deras enda film i Technicolor), även om de inte medverkar i samma scener.

## Rollista i urval
- Ronald Colman - The Spirit of Man
- Vincent Price - Mr. Scratch
- Hedy Lamarr - Jeanne d'Arc
- Groucho Marx - Peter Minuit
- Harpo Marx - Sir Isaac Newton
- Chico Marx - munk
- Virginia Mayo - Cleopatra
- Agnes Moorehead - Drottning Elisabet I
- Peter Lorre - Nero
- Charles Coburn - Hippokrates
- Sir Cedric Hardwicke - domare
- Cesar Romero - spanskt sändebud
- John Carradine - Khufu
- Dennis Hopper - Napoleon Bonaparte
- Marie Wilson - Marie Antoinette
- Helmut Dantine - Marcus Antonius
- Edward Everett Horton - Sir Walter Raleigh
- Reginald Gardiner - William Shakespeare
- Marie Windsor - Joséphine de Beauharnais
- George E. Stone - servitör
- Cathy O'Donnell - kristen kvinna
- Franklin Pangborn - Markis de Varennes
- Melville Cooper - Major Domo
- Henry Daniell - Biskop Cauchon
- Francis X. Bushman - Moses
- Jim Ameche - Alexander Graham Bell
- Austin Green  - Abraham Lincoln
- Bobby Watson - Adolf Hitler